# Ziegelhof Bier
Ziegelhof Bier ist eine Schweizer Getränkemarke der ehemaligen Brauerei Ziegelhof. Die Marke wird seit 2006 durch die Brauerei Eichhof hergestellt.

## Geschichte
Karl Wilhelm Gysin erwarb am 1. Mai 1850 in Liestal eine alte Ziegelei und baut sie in eine Brauerei um. Als er 1859 verstarb, übernahm seine Frau den Betrieb. Sie versteigerte den Betrieb 1863 öffentlich, da sie nicht sehr erfolgreich war. Der Brauer Theophil Meyer Zeller aus Itingen ersteigerte den Betrieb. Er führte den Betrieb erfolgreich weiter. Als er 1878 starb, übernahm sein Bruder Jakob Meyer-Wiggli die Brauerei, die er 1921 seinem Sohn Jakob Meyer-Schneider übergab. Dessen Schwiegersohn Hans Gürtler-Meyer leitete von 1961 bis 1999 den Betrieb.
2006 wurde das operative Geschäft der Brauerei Ziegelhof von der Eichhof Getränke AG übernommen und die Bierproduktion in Liestal eingestellt. Während die Brauerei-Aktivitäten vollständig in Eichhof integriert wurden, wurde die ehemalige Brauerei Ziegelhof mit ihrem Immobilienbestand in eine Immobiliengesellschaft umgewandelt, die heute als ZIAG Ziegelhof Immobilien AG firmiert.

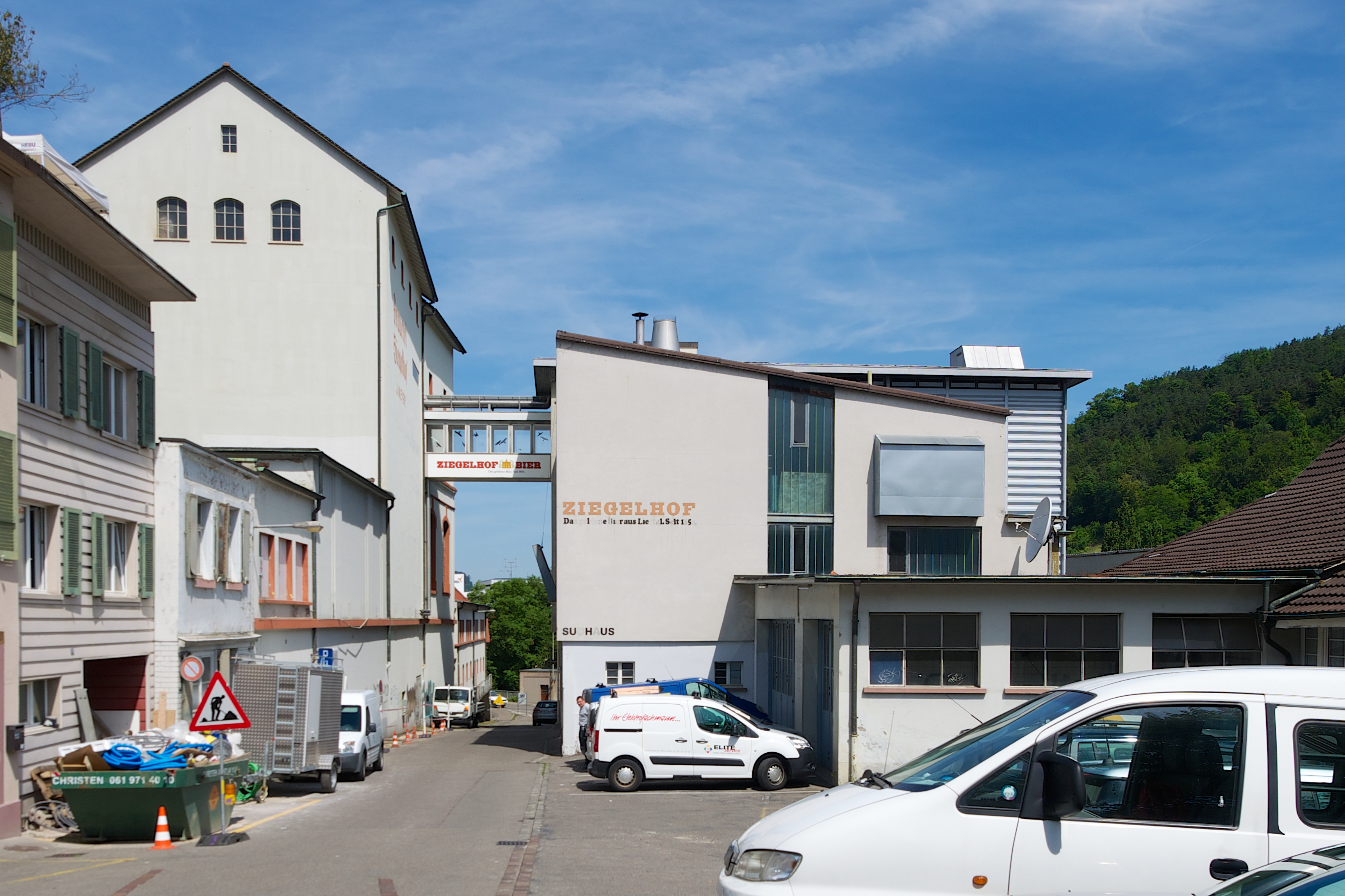
Gebäude der ehemaligen Brauerei Ziegelhof in Liestal
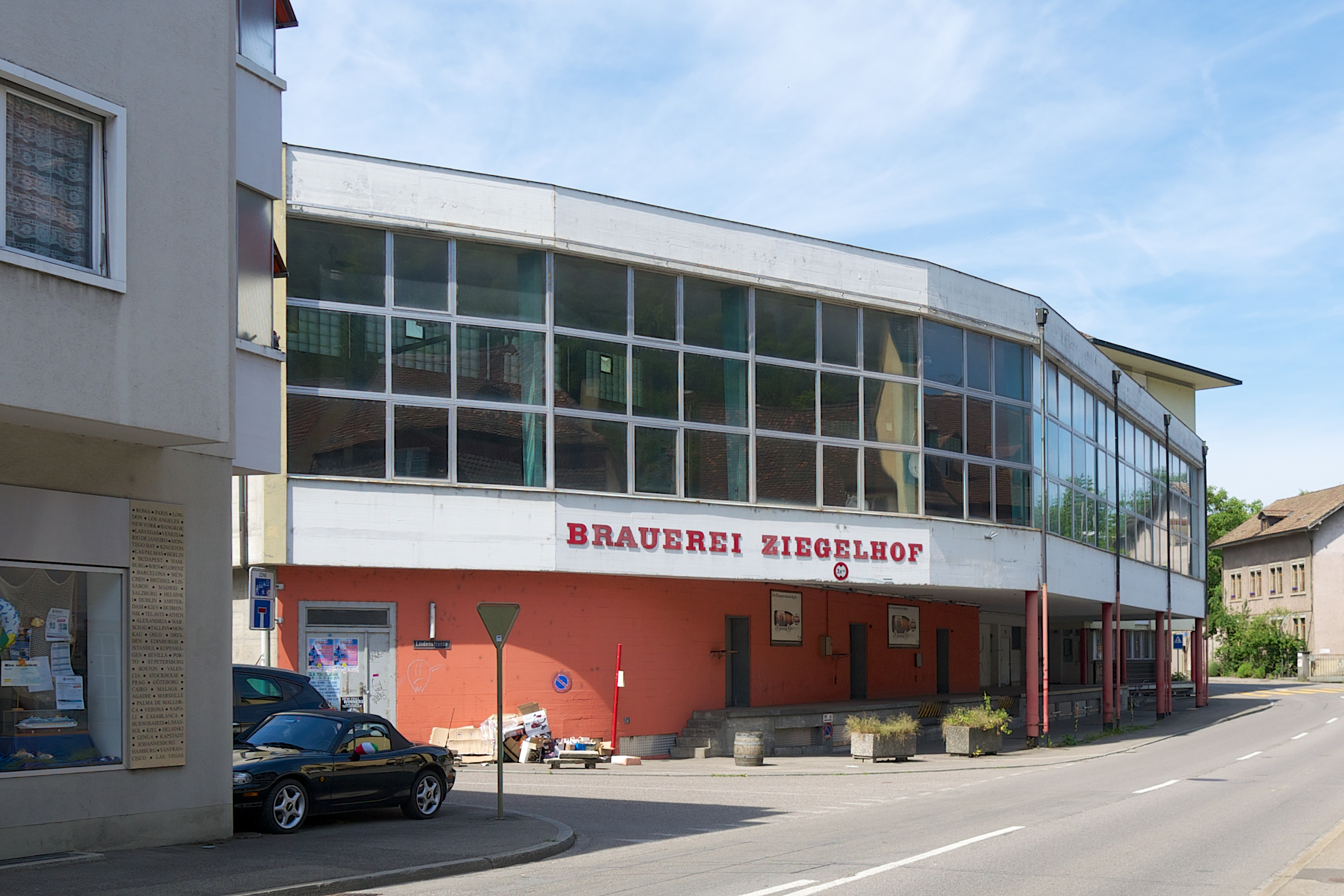
Gebäude der ehemaligen Brauerei Ziegelhof, Ansicht Lindenstrasse